# Vicente Vela
Vicente Vetlla (Algesires, 1931 − Madrid, 1 de gener de 2015) va ser un pintor i escenògraf espanyol. Va participar en exposicions internacionals: XXIX Biennal de Venècia, Internacional de Tòquio, Vint anys de pintura espanyola a Lisboa, V Biennal de Sao Paulo, Tretze Pintors Espanyols Actuals en París. Primer premi de Dibuix en l'Exposició Nacional de Belles arts de 1970.
Conreava una molt personal abstracció i és considerat com una de les primeres figures de la pintura espanyola dels anys 70 i 80.